# غار پوزه سرخ ۱
غارپوزه سرخ ۱ مربوط به دوران پارینه‌سنگی جدید - دوران فرادیرینه‌سنگی است و در شهرستان پاسارگاد، بخش هخامنش، دهستان مادر سلیمان، روستای مبارک‌آباد، تنگ بلاغی، شرق پوزه سرخ دره واقع شده و این اثر در تاریخ ۱۸ شهریور ۱۳۸۷ با شمارهٔ ثبت ۲۳۳۷۱ به‌عنوان یکی از آثار ملی ایران به ثبت رسیده است.